# Daniel Domscheit-Berg
Daniel Domscheit-Berg (anteriorment conegut amb el pseudònim de Daniel Schmitt (nat el 1978) és un activista informàtic alemany. És majorment conegut pel seu treball previ com a portaveu a Alemanya de WikiLeaks. Abans de treballar amb Wikileaks, Domscheit-Berg va estar implicat amb el grup de hackers alemanys del Chaos Computer Club. Va obrir un nou lloc de recull i revelació d'informació confidencial (o no publicada) sobre irregularitats: OpenLeaks, que va sortir a borsa el 26 de gener de 2011.
El 2011 ha publicat el llibre "WikiLeaks per dins".
Daniel va ser el 2011 l'autor de la destrucció de més de 3.500 comunicacions no publicades encara a Wikileaks amb algunes comunicacions que contenien centenars de documents. Incloent: US Government's No Fly List, 5 GB de Bank of America filtracions, informació privilegiada de 20 organitzacions de dretes i la prova de la tortura i els abusos del govern d'un país d'Amèrica Llatina.